# USS Bugara (SS-331)
USS Bugara (SS-331) là một  tàu ngầm lớp Balao từng phục vụ cùng Hải quân Hoa Kỳ trong Chiến tranh Thế giới thứ hai. Nó là chiếc tàu chiến duy nhất của Hải quân Hoa Kỳ được đặt cái tên này, theo tên một loài trong họ cá Embiotocidae thuộc bộ Cá vược. Nó đã hoạt động trong Thế Chiến II và thực hiện được ba chuyến tuần tra cho đến khi xung đột chấm dứt, rồi tiếp tục phục vụ trong các cuộc Chiến tranh Lạnh, Chiến tranh Triều Tiên và Chiến tranh Việt Nam cho đến năm 1970. Con tàu cuối cùng bị đắm vào năm 1971 trong khi được kéo đi để sử dụng làm mục tiêu thực tập. Bugara được tặng thưởng ba Ngôi sao Chiến trận do thành tích phục vụ trong Thế Chiến II, thêm hai Ngôi sao Chiến trận khi hoạt động tại Triều Tiên, và thêm bảy Ngôi sao Chiến trận khác khi phục vụ trong cuộc Chiến tranh Việt Nam.

## Thiết kế và chế tạo
Thiết kế của lớp Balao được cải tiến dựa trên  tàu ngầm lớp Gato dẫn trước, là một kiểu tàu ngầm hạm đội có tốc độ trên mặt nước cao, tầm hoạt động xa và vũ khí mạnh để tháp tùng hạm đội chiến trận. Khác biệt chính so với lớp Gato là ở cấu trúc lườn chịu áp lực bên trong dày hơn, và sử dụng thép có độ đàn hồi cao (HTS: High-Tensile Steel), cho phép lặn sâu hơn đến 400 ft (120 m). Con tàu dài 311 ft 9 in (95,02 m) và có trọng lượng choán nước 1.526 tấn Anh (1.550 t) khi nổi và 2.424 tấn Anh (2.463 t) khi lặn. Chúng trang bị động cơ diesel dẫn động máy phát điện để cung cấp điện năng cho bốn động cơ điện, đạt được công suất 5.400 shp (4.000 kW) khi nổi và 2.740 shp (2.040 kW) khi lặn, cho phép đạt tốc độ tối đa 20,25 hải lý trên giờ (37,50 km/h) và 8,75 hải lý trên giờ (16,21 km/h) tương ứng. Tầm xa hoạt động là 11.000 hải lý (20.000 km) khi đi trên mặt nước ở tốc độ 10 hải lý trên giờ (19 km/h) và có thể hoạt động kéo dài đến 75 ngày.
Tương tự như lớp Gato dẫn trước, lớp Balao được trang bị mười ống phóng ngư lôi 21 in (530 mm), gồm sáu ống trước mũi và bốn ống phía phía đuôi tàu, chúng mang theo tối đa 24 quả ngư lôi. Vũ khí trên boong tàu gồm một hải pháo 4 inch/50 caliber, một khẩu pháo phòng không Bofors 40 mm nòng đơn và một khẩu đội Oerlikon 20 mm nòng đôi, kèm theo hai súng máy .50 caliber. Trên tháp chỉ huy, ngoài hai kính tiềm vọng, nó còn trang bị ăn-ten radar SD phòng không và SJ dò tìm mặt biển. Tiện nghi cho thủy thủ đoàn bao gồm điều hòa không khí, thực phẩm trữ lạnh, máy lọc nước, máy giặt và giường ngủ cho hầu hết mọi người, giúp họ chịu đựng cái nóng nhiệt đới tại Thái Bình Dương cùng những chuyến tuần tra kéo dài đến hai tháng rưỡi.
Bugara được đặt lườn tại xưởng tàu của hãng Electric Boat Company ở Groton, Connecticut vào ngày 21 tháng 10, 1943. Nó được hạ thủy vào ngày 2 tháng 7, 1944, được đỡ đầu bởi bà Anna A. Perry, và được cho nhập biên chế cùng Hải quân Hoa Kỳ vào ngày 15 tháng 11, 1944 dưới quyền chỉ huy của Hạm trưởng, Thiếu tá Hải quân Arnold Frederick Schade.

## Lịch sử hoạt động

### 1944
Sau khi hoàn tất việc chạy thử máy huấn luyện tại các vùng biển ngoài khơi New London, Connecticut và Newport, Rhode Island, Bugara chuẩn bị để được điều động sang khu vực Mặt trận Thái Bình Dương. Nó khởi hành từ Căn cứ Tàu ngầm Hải quân New London vào ngày 25 tháng 12, 1944, băng qua kênh đào Panama và đi đến Trân Châu Cảng. Con tàu được sửa chữa và tiếp tục huấn luyện tại khu vực quần đảo Hawaii.

### 1945

#### Chuyến tuần tra thứ nhất
Lên đường vào ngày 21 tháng 2, 1945 cho chuyến tuần tra đầu tiên tại vùng biển giữa đảo Hải Nam và Đài Loan, Bugara được tiếp thêm nhiên liệu tại Saipan vào ngày 5 tháng 3, rồi hoạt động trong thành phần một đội tấn công phối hợp "Bầy sói" vốn bao gồm các tàu ngầm Spot (SS-413) và Seafox (SS-402). Không tìm thấy mục tiêu nào phù hợp ngoại trừ một tàu bệnh viện, nó chuyển sang tuần tra tại vùng biển Java về phía Bắc đảo Sumba từ ngày 11 tháng 4, rồi kết thúc chuyến tuần tra khi quay trở về căn cứ tại Fremantle, Australia vào ngày 21 tháng 4. Nó được tái trang bị đồng thời được bổ sung một khẩu pháo 5-inch trên boong tàu phía sau tháp chỉ huy.

#### Chuyến tuần tra thứ hai
Trong chuyến tuần tra thứ hai từ ngày 16 tháng 5 đến ngày 20 tháng 6 tại khu vực biển Đông, dành phần lớn thời gian cho nhiệm vụ tìm kiếm và giải cứu phục vụ cho hoạt động không kích các mục tiêu tại Đông Dương thuộc Pháp. Nó quay trở về căn cứ tại vịnh Subic, Philippines để được tái trang bị cặp bên mạn tàu tiếp liệu tàu ngầm Howard W. Gilmore (AS-16).

#### Chuyến tuần tra thứ ba
Khởi hành vào ngày 16 tháng 7 cho chuyến tuần tra thứ ba tại khu vực biển Đông, Bugara tham gia một đội tấn công "Bầy sói" bao gồm các tàu ngầm Brill (SS-330), Cod (SS-224) và Bumper (SS-333). Họ theo dõi một đoàn tàu vận tải đối phương vào ngày 19 tháng 7, cho đến 22 giờ 05 phút, khi Bugara phóng một loạt chín quả ngư lôi nhắm vào các tàu buôn từ khoảng cách 700–1.500 yd (640–1.370 m) nhưng không quả nào trúng đích. Các tàu hộ tống đối phương đã không phản công, đồng thời những quả ngư lôi do Brill phóng ra đã đi bên dưới các mục tiêu mà không kích nổ.
Vào ngày 23 tháng 7, sau khi phải lặn sâu để lẩn tránh một thủy phi cơ Kawanishi H8K "Emily" tuần tra, Bugara cho đổ bộ lên bờ biển Lem Chong Para một đội biệt kích Commando để làm nhiệm vụ phá hoại, rồi đón họ trở lại tàu sáu giờ sau đó. Trong giai đoạn từ ngày 24 tháng 7 cho đến ngày 7 tháng 8, nó đánh chìm tổng cộng 57 thuyền buồm và tàu vận tải hỏ chở lương thực và hàng tiếp liệu cho đối phương bằng hải pháo.
Bugara đang trên đường quay trở về căn cứ Fremantle khi Nhật Bản chấp nhận đầu hàng vào ngày 15 tháng 8, giúp chấm dứt vĩnh viễn cuộc xung đột. Nó lên đường hai ngày sau đó để đi đến vịnh Sbic, và hoạt động cùng đội tàu ngầm Lực lượng Tiền phương biển Philippine cho đến tháng 1, 1946, khi nó quay trở về vùng bờ Tây Hoa Kỳ.

### 1946 - 1950
Sau khi về đến San Diego, California vào ngày 12 tháng 2, 1946, Bugara được bảo trì, rồi quay trở lại Trân Châu Cảng vào ngày 1 tháng 5 để được đại tu, rồi tiếp tục hoạt động cùng Hải đội Tàu ngầm 5 trực thuộc Hạm đội Thái Bình Dương. Vào mùa Thu năm 1946, nó thực hiện một chuyến đi huấn luyện đến vùng biển Bering, rồi ghé đến Seattle, Washington và Portland, Oregon trước khi quay trở lại Trân Châu Cảng. Trong một đợt thực hành chống tàu ngầm vào ngày 14 tháng 11, 1947, nó gặp tai nạn va chạm với tàu khu trục Orleck (DD886), khiến bị hư hại ăn-ten radar và kính tiềm vọng.
Sau khi được sửa chữa và đại tu tại Xưởng hải quân San Francisco từ ngày 20 tháng 11 đến ngày 19 tháng 3, 1948, Bugara lên đường vào ngày 21 tháng 5, 1948 cho một chuyến đi sang khu vực Tây Thái Bình Dương, ghé đến Melbourne và Perth Australia; Guam; Yokosuka và Okinawa, Nhật Bản; và Midway trước khi quay trở về Trân Châu Cảng vào ngày 24 tháng 8, 1948. Con tàu lại quay trở về vùng bờ Tây để được đại tu tại Xưởng hải quân Mare Island, Vallejo, California từ ngày 13 tháng 8, 1949 đến ngày 3 tháng 1, 1950.

### Chiến tranh Triều Tiên
Lên đường vào tháng 9, 1950 để hướng sang Viễn Đông, Bugara hỗ trợ cho hoạt động của lực lượng Liên Hiệp Quốc trong cuộc Chiến tranh Triều Tiên. Nó bị hư hại đang khi hoạt động tại vùng biển Nhật Bản, nên phải quay trở về Trân Châu Cảng để sửa chữa, và sau khi hoàn tất nó lại trở sang vùng chiến sự tại bán đảo Triều Tiên để hoạt động từ tháng 1 đến tháng 6, 1951. Sau khi quay trở về Trân Châu Cảng vào ngày 27 tháng 6, nó được đại tu tại Xưởng hải quân Trân Châu Cảng, đồng thời được nâng cấp trong khuôn khổ Chương trình Ống hơi Hạm đội.

### 1952 - 1965
Rời xưởng tàu vào ngày 15 tháng 11, 1951, Bugara tiếp tục hoạt động từ căn cứ Trân Châu Cảng. Từ tháng 5 cho đến ngày 28 tháng 6, 1952, nó thực hiện một chuyến đi đến Port Angeles, Washington, đồng thời viếng thăm Seattle, Washington; Portland, Oregon; và Esquimalt, British Columbia. Vào ngày 3 tháng 8, 1952, đang khi thực hành chống tàu ngầm ngoài khơi Oahu, Hawaii nó mắc tai nạn va chạm với tàu hộ tống khu trục Whitehurst (DE-634) và bị hư hại nặng tháp chỉ huy và cả hai kính tiềm vọng cũng như ngập nước phòng máy bơm. Con tàu được sửa chữa tại Trân Châu Cảng và tiếp tục những hoạt động thường lệ từ cảng nhà này.
Trong giai đoạn từ năm 1953 đến năm 1960, Bugara đã ba lần được phái sang hoạt động tại khu vực Tây Thái Bình Dương: từ ngày 6 tháng 4 đến ngày 8 tháng 10, 1954; từ ngày 1 tháng 2 đến tháng 8, 1957; và từ ngày 7 tháng 1 đến tháng 8, 1959. Trong đợt sau cùng này, nó đã ghé viếng thăm vịnh Buckner và Naha, Okinawa; Manila và vịnh Subic, Philippines; Hong Kong; và Yokosuka, Nhật Bản. Con tàu chuyển cảng nhà từ Trân Châu Cảng đến San Diego vào ngày 1 tháng 8, 1955 đồng thời gia nhập Hải đội Tàu ngầm 3.
Được phái sang hoạt động tại Viễn Đông từ tháng 3 đến tháng 12, 1961, Bugara tham gia ba đợt thực tập tìm diệt tàu ngầm, hai cuộc tập trận hạm đội cùng một lượt thực hành chống tàu ngầm cùng Hải quân Trung Hoa Dân quốc và thực tập đổ bộ cùng Thủy quân Lục chiến Đài Loan. Nó đã ghé thăm Yokosuka, Sasebo và Hakodate, Nhật Bản; Cao Hùng, Đài Loan; Manila và vịnh Subic, Philippines; Naha, Okinawa; Hong Kong; Midway và Trân Châu Cảng.
Trong lượt hoạt động tiếp theo tại khu vực Tây Thái Bình Dương từ ngày 16 tháng 4 đến ngày 4 tháng 9, 1964, Bugara tiến hành huấn luyện và tập trận cùng máy bay và hạm tàu nổi của Hoa Kỳ, Đài Loan và Philippines. Nó được điều động sang Lực lượng Đặc nhiệm 77 để hoạt động trong biển Đông sau khi xảy ra sự kiện Vịnh Bắc Bộ vào đầu tháng 8. Trong chuyến đi này nó đã viếng thăm Cebu City và vịnh Subic, Philippines; Hong Kong; và Yokosuka, Nhật Bản.

### Chiến tranh Việt Nam
Rời San Diego vào ngày 18 tháng 10, 1965, Bugara hỗ trợ cho hoạt động của Đệ Thất hạm đội tại Việt Nam. Nó đã ghé qua Trân Châu Cảng; Yokosuka, Nhật Bản; vịnh Buckner, Okinawa; và vịnh Subic, Philippines. Đến cuối năm 1965 nó hiện diện tại vịnh Subic và tiến hành các hoạt động huấn luyện cùng các đơn vị Hoa Kỳ, Philippine, Nhật Bản và Đài Loan. Sang năm 1966, nó viếng thăm Fremantle, Australia, khi đại diện cho Lực lượng Tàu ngầm Thái Bình Dương tham gia lễ hội kỷ niệm Trận chiến biển Coral. Trong giai đoạn từ ngày 17 tháng 10 đến ngày 31 tháng 12, 1967, chiếc tàu ngầm lại được điều động sang phục vụ cùng Đệ Thất hạm đội, và đã viếng thăm Trân Châu Cảng; đảo Midway; vịnh Buckner, Okinawa; Cơ Long, Đài Loan; Manila và vịnh Subic, Philippines. Nó đã phối hợp huấn luyện cùng Lực lượng Phòng vệ biển Nhật Bản, Hải quân Đài Loan cũng như máy bay chống ngầm Hoa Kỳ.
Trong lượt phục vụ tại Tây Thái Bình Dương trong năm 1968, Bugara được bố trí đến vịnh Subic, Philippines, và đã viếng thăm Bangkok, Thái Lan; Cơ Long và Cao Hùng, Đài Loan; Hong Kong; và Yokosuka, Nhật Bản. Nó hoạt động trong vịnh Bắc Bộ vào tháng 1, 1968, rồi viếng thăm Ko Samui, Thái Lan vào ngày 1 tháng 2. Đang khi viếng thăm Yokosuka, Nhật Bản, từ ngày 10 đến ngày 20 tháng 4, nó đã đón tiếp thủy thủ đoàn chiếc tàu ngầm Anh HMS Rorqual (S02). Bugara rời Yokosuka vào ngày 27 tháng 4 để quay trở về Hoa Kỳ, ghé qua Trân Châu Cảng trước khi về đến cảng nhà San Diego.
Khởi hành từ San Diego vào ngày 27 tháng 1, 1969 cho lượt hoạt động tiếp theo tại khu vực Tây Thái Bình Dương, Bugara đi sang vịnh Subic, Philippines ngang qua Trân Châu Cảng và vượt eo biển San Bernardino. Trong đợt này nó cũng viếng thăm Manila; Hong Kong; Bangkok và Sattahip; Thái Lan cùng Cao Hùng, Đài Loan. Từ ngày 19 tháng 2 đến ngày 20 tháng 7, nó hoạt động như một đơn vị thuộc Đệ Thất hạm đội, bao gồm 33 ngày hoạt động tại Trạm Yankee, tham gia cuộc tập trận "Sea Spirit" trong khuôn khổ Khối SEATO cùng hải quân các nước New Zealand, Australia, Anh Quốc, Philippines, Thái Lan và Hoa Kỳ. Nó cũng phục vụ cùng Đệ Thất hạm đội ngoài khơi bờ biển Việt Nam, và cùng trong giai đoạn này vào ngày 1 tháng 7 nó được xếp lại lớp như một tàu ngầm phụ trợ và mang ký hiệu lườn mới AGSS-331. Tuy nhiên chiếc tàu ngầm quay trở lại ký hiệu lườn cũ SS-331 vào ngày 1 tháng 10. Kết thúc lượt phục vụ, nó rời Yokosuka vào ngày 20 tháng 7 và về đến San Diego vào ngày 4 tháng 8.

### 1969 - 1970
Sau đó Bugara hoạt động huấn luyện tại dọc theo bờ biển Thái Bình Dương, và từng tham gia các cuộc tập trận hạm đội cũng như phục vụ huấn luyện cho các đơn vị khác. Nó rời San Diego vào ngày 2 tháng 10 để đi sang khu vực Puget Sound, nơi nó phục vụ huấn luyện cho tàu ngầm Blueback (SS-581), và trợ giúp cho các đơn vị không lực và hạm tàu nổi Canada từ ngày 7 đến ngày 9 tháng 10. Sau đó nó đi vào Xưởng hải quân Mare Island từ ngày 14 tháng 11 đến ngày 3 tháng 12 để tân trang dàn ắc-quy trước khi quay trở về San Diego.
Bugara tiếp tục hoạt động huấn luyện tại vùng bờ Tây cho đến khi xuất biên chế đồng thời rút tên khỏi danh sách Đăng bạ Hải quân vào ngày 1 tháng 10, 1970. Nó được chuyển sang sử dụng như mục tiêu thực hành nhằm đánh giá kiểu ngư lôi Mark 48. Tuy nhiên, vào ngày 1 tháng 6 trong khi đang được kéo đi để phục vụ như mục tiêu tác xạ cho tàu ngầm Trigger (SS-564), Bugara bị đắm gần mũi Flattery, Washington. Xác tàu đắm hiện đang nằm ở độ sâu 800 ft (240 m).

## Phần thưởng
Bugara được tặng thưởng ba Ngôi sao Chiến trận do thành tích phục vụ trong Thế Chiến II, thêm hai Ngôi sao Chiến trận khi hoạt động tại Triều Tiên, và thêm bảy Ngôi sao Chiến trận khác khi phục vụ trong cuộc Chiến tranh Việt Nam.
|                           |                                         |                                         |
|                           | Bronze star · Bronze star · Bronze star |                                         |
| Bronze star · Bronze star |                                         | Silver star · Bronze star · Bronze star |

| Dãi băng Hoạt động Tác chiến                             |                                                                         |                                                        |
| Huân chương Chiến dịch Hoa Kỳ                            | Huân chương Chiến dịch Châu Á-Thái Bình Dương với 3 Ngôi sao Chiến trận | Huân chương Chiến thắng Thế Chiến II                   |
| Huân chương Phục vụ Triều Tiên với 2 Ngôi sao Chiến trận | Huân chương Viễn chinh Lực lượng Vũ trang                               | Huân chương Phục vụ Việt Nam với 7 Ngôi sao Chiến trận |